# Prêmio Laureus do Esporte Mundial de atleta feminina do ano
O Prêmio Laureus do Esporte Mundial de atleta feminina do ano é um prêmio anual que homenageia as realizações individuais de atletas do sexo feminino. Foi concedido pela primeira vez em 2000 como um dos sete prêmios constituintes apresentados durante o Prêmio Laureus do Esporte Mundial. Os prêmios são apresentados pela Laureus Sport for Good Foundation, uma organização global envolvida em mais de 150 projetos de caridade apoiando cerca de 500 000 jovens. A primeira cerimônia foi realizada em 25 de maio de 2000 em Monte Carlo, na qual Nelson Mandela fez o discurso de abertura. Até a última edição, uma lista de seis indicados para o prêmio vinha de um painel composto pelos "principais editores, escritores e locutores esportivos do mundo". A Laureus World Sports Academy então seleciona o vencedor que é presenteado com uma estatueta Laureus, criada pela Cartier, na cerimônia de premiação anual realizada em vários locais ao redor do mundo. Os prêmios são considerados de alto prestígio e são frequentemente referidos como o equivalente esportivo de "Oscars".
A primeira vencedora do prêmio foi a atleta norte-americana Marion Jones que, no momento da apresentação, foi considerada "a velocista mais dominante do mundo". Mais tarde, ela admitiu ter usado drogas para melhorar o desempenho e, junto com a perda de suas medalhas olímpicas pelo Comitê Olímpico Internacional em 2007, seu Prêmio Laureus e indicações (2001 e 2003) foram rescindidos. A vencedora do Prêmio Laureus do Esporte Mundial de atleta feminina de 2020 foi a tenista japonesa Naomi Osaka As esportistas do atletismo são as mais bem-sucedidas no geral, com oito vitórias e trinta e uma indicações (excluindo as de Jones). As esportistas norte-americanas obtiveram mais prêmios e indicações do que qualquer outra nacionalidade, com dez vitórias e 30 indicações.

## Lista de vencedoras e nomeadas
| * | Indica que a nomeação ou o prêmio foi rescindido |

| Ano  | Imagem                | Vencedora               | Nacionalidade  | Esporte      | Nomeados | Refs                 |
| ---- | --------------------- | ----------------------- | -------------- | ------------ | --- | -------------------- |
| 2000 | Marion Jones          | Marion Jones*           | Estados Unidos | Atletismo    | Lindsay Davenport – Tênis Gabriela Szabo – Atletismo | [ 12 ] [ 14 ]        |
| 2001 | Cathy Freeman         | Cathy Freeman           | Austrália      | Atletismo    | Inge de Bruijn – Natação Marion Jones* – Atletismo Karrie Webb – Golfe Venus Williams – Tênis                                                                   | [ 15 ] [ 16 ]        |
| 2002 | Jennifer Capriati     | Jennifer Capriati       | Estados Unidos | Tênis        | Inge de Bruijn – Natação Stacy Dragila – Atletismo Annika Sörenstam – Golfe Venus Williams – Tênis                                                              | [ 17 ] [ 18 ]        |
| 2003 | Serena Williams       | Serena Williams         | Estados Unidos | Tênis        | Marion Jones* – Atletismo Janica Kostelić – Esqui alpino Paula Radcliffe – Atletismo Annika Sörenstam – Golfe                                                   | [ 19 ] [ 20 ]        |
| 2004 | Annika Sorenstam      | Annika Sörenstam        | Suécia         | Golfe        | Inge de Bruijn – Natação Justine Henin-Hardenne – Tênis Maria de Lurdes Mutola– Atletismo Paula Radcliffe – Atletismo Serena Williams – Tênis                   | [ 21 ] [ 22 ]        |
| 2005 | Kelly Holmes          | Kelly Holmes            | Reino Unido    | Atletismo    | Yelena Isinbayeva – Atletismo Carolina Klüft – Atletismo M aria Sharapova – Tênis Annika Sörenstam – Golfe Leontien Zijlaard-Van Moorsel – Ciclismo             | [ 23 ] [ 24 ]        |
| 2006 |                       | Janica Kostelić         | Croácia        | Esqui alpino | Kim Clijsters – Tênis Tirunesh Dibaba – Atletismo Yelena Isinbayeva – Atletismo Carolina Klüft – Atletismo Paula Radcliffe – Atletismo Annika Sörenstam – Golfe | [ 25 ] [ 26 ]        |
| 2007 | Yelena Isinbayeva     | Yelena Isinbayeva       | Rússia         | Atletismo    | Justine Henin – Tênis Carolina Klüft – Atletismo Laure Manaudou – Natação Amélie Mauresmo – Tênis Maria Sharapova – Tênis                                       | [ 27 ] [ 28 ]        |
| 2008 | Justin Henin          | Justine Henin           | Bélgica        | Tênis        | Yelena Isinbayeva – Atletismo Carolina Klüft – Atletismo Libby Lenton – Natação Marta – Futebol Lorena Ochoa – Golfe                                            | [ 29 ] [ 30 ]        |
| 2009 | Yelena Isinbayeva     | Yelena Isinbayeva       | Rússia         | Atletismo    | Tirunesh Dibaba ( ETH) – Atletismo · Lorena Ochoa – Golfe · Stephanie Rice – Natação · Lindsey Vonn – Esqui alpino · Venus Williams – Tênis                     | [ 31 ] [ 32 ]        |
| 2010 | Serena Williams       | Serena Williams         | Estados Unidos | Tênis        | Shelly-Ann Fraser – Atletismo Federica Pellegrini – Natação Sanya Richards – Atletismo Britta Steffen – Natação Lindsey Vonn – Esqui alpino                     | [ 20 ] [ 33 ]        |
| 2011 | Lindsey Vonn          | Lindsey Vonn            | Estados Unidos | Esqui alpino | Kim Clijsters – Tênis Jessica Ennis – Atletismo Blanka Vlašić – Atletismo Serena Williams – Tênis Caroline Wozniacki – Tênis                                    | [ 34 ] [ 35 ]        |
| 2012 | Vivian Cheruiyot      | Vivian Cheruiyot        | Quênia         | Atletismo    | Carmelita Jeter – Atletismo Maria Höfl-Riesch – Esqui alpino Homare Sawa – Futebol Petra Kvitová – Tênis Yani Tseng – Golfe                                     | [ 36 ] [ 37 ]        |
| 2013 | Jessica Ennis         | Jessica Ennis           | Reino Unido    | Atletismo    | Allyson Felix – Atletismo Lindsey Vonn – Esqui alpino Missy Franklin – Natação Serena Williams – Tênis Shelly-Ann Fraser-Pryce – Atletismo                      | [ 38 ] [ 39 ]        |
| 2014 | Missy Franklin        | Missy Franklin          | Estados Unidos | Natação      | Serena Williams – Tênis Shelly-Ann Fraser-Pryce – Atletismo Yelena Isinbayeva – Atletismo Tina Maze – Esqui alpino Nadine Angerer – Futebol                     | [ 40 ] [ 41 ]        |
| 2015 | Genzebe Dibaba        | Genzebe Dibaba          | Etiópia        | Atletismo    | Valerie Adams – Atletismo Li Na – Tênis Tina Maze – Esqui alpino Serena Williams – Tênis Marit Bjørgen – Esqui nórdico                                          | [ 42 ] [ 43 ]        |
| 2016 | Serena Williams       | Serena Williams         | Estados Unidos | Tênis        | Genzebe Dibaba – Atletismo Anna Fenninger – Esqui alpino Shelly-Ann Fraser-Pryce – Atletismo Katie Ledecky – Natação Carli Lloyd – Futebol                      | [ 20 ] [ 44 ]        |
| 2017 | Simone Biles          | Simone Biles            | Estados Unidos | Ginástica    | Allyson Felix – Atletismo Laura Kenny – Ciclismo Angelique Kerber – Tênis Katie Ledecky – Natação Elaine Thompson – Atletismo                                   | [ 44 ] [ 45 ]        |
| 2018 | Serena Williams       | Serena Williams         | Estados Unidos | Tênis        | Allyson Felix – Atletismo Katie Ledecky – Natação Garbiñe Muguruza – Tênis Caster Semenya – Atletismo Mikaela Shiffrin – Esqui alpino                           | [ 46 ] [ 47 ]        |
| 2019 | Simone Biles          | Simone Biles            | Estados Unidos | Ginástica    | Simona Halep – Tênis Angelique Kerber – Tênis Ester Ledecká – Snowboard Daniela Ryf – Triatlo Mikaela Shiffrin – Esqui                                          | [ 48 ] [ 49 ] [ 50 ] |
| 2020 | Simone Biles          | Simone Biles            | Estados Unidos | Ginástica    | Allyson Felix – Atletismo Megan Rapinoe – Futebol Mikaela Shiffrin – Esqui alpino Naomi Osaka– Tênis Shelly-Ann Fraser – Atletismo                              | [ 51 ] [ 52 ]        |
| 2021 | Naomi Osaka           | Naomi Osaka             | Japão          | Tênis        | Anna van der Breggen – Ciclismo Federica Brignone – Esqui alpino Brigid Kosgei – Atletismo Wendie Renard – Futebol Breanna Stewart – Basquetebol                | [ 13 ]               |
| 2022 | Elaine Thompson-Herah | Elaine Thompson-Herah   | Jamaica        | Atletismo    | Ashleigh Barty – Tênis Allyson Felix – Atletismo Katie Ledecky – Natação Emma McKeon – Natação Alexia Putellas – Futebol                                        | [ 13 ]               |
| 2023 |                       | Shelly-Ann Fraser-Pryce | Jamaica        | Atletismo    | Katie Ledecky – Natação Sydney McLaughlin-Levrone – Atletismo Alexia Putellas – Futebol Mikaela Shiffrin – Esqui alpino Iga Świątek — Tênis                     | [ 53 ]               |
| 2024 |                       | Aitana Bonmatí          | Espanha        | Futebol      | Shericka Jackson – Atletismo Faith Kipyegon – Atletismo Sha'Carri Richardson – Atletismo Mikaela Shiffrin – Esqui alpino Iga Świątek — Tênis                    | [ 54 ]               |

## Estatísticas
Até a edição de 2024.
| * | Indica o total excluindo as nomeações e prêmios que foram rescindidos posteriormente. |

| País | Vencedoras | Nomeações |
| ---- | ---------- | --------- |
| USA  | 10         | 36        |
| RUS  | 2          | 6         |
| GBR  | 2          | 5         |
| SWE  | 1          | 8         |
| JAM  | 2          | 7         |
| AUS  | 1          | 5         |
| BEL  | 1          | 4         |
| ETH  | 1          | 3         |
| CRO  | 1          | 2         |
| JPN  | 1          | 2         |
| KEN  | 1          | 2         |
| GER  | 0          | 5         |
| NED  | 0          | 5         |
| CZE  | 0          | 2         |
| MEX  | 0          | 2         |
| ROU  | 0          | 2         |
| SLO  | 0          | 2         |
| ESP  | 1          | 2         |
| AUT  | 0          | 1         |
| BRA  | 0          | 1         |
| CHN  | 0          | 1         |
| DEN  | 0          | 1         |
| ITA  | 0          | 1         |
| MOZ  | 0          | 1         |
| NZL  | 0          | 1         |
| RSA  | 0          | 1         |
| SUI  | 0          | 1         |
| FRA  | 0          | 1         |
| TPE  | 0          | 1         |

| Esporte       | Vencedoras | Nomeações |
| ------------- | ---------- | --------- |
| Atletismo     | 9          | 46        |
| Tênis         | 7          | 26        |
| Ginástica     | 3          | 0         |
| Esqui alpino  | 2          | 12        |
| Natação       | 1          | 14        |
| Golfe         | 1          | 8         |
| Futebol       | 1          | 7         |
| Ciclismo      | 0          | 3         |
| Basquetebol   | 0          | 1         |
| Esqui nórdico | 0          | 1         |
| Esqui         | 0          | 1         |
| Triatlo       | 0          | 1         |

| Nome                    | Vitórias | Nomeações |
| ----------------------- | -------- | --------- |
| Serena Williams         | 4        | 5         |
| Simone Biles            | 3        | 0         |
| Yelena Isinbayeva       | 2        | 4         |
| Annika Sörenstam        | 1        | 4         |
| Lindsey Vonn            | 1        | 3         |
| Justine Henin           | 1        | 2         |
| Janica Kostelić         | 1        | 1         |
| Jessica Ennis           | 1        | 1         |
| Genzebe Dibaba          | 1        | 1         |
| Naomi Osaka             | 1        | 1         |
| Missy Franklin          | 1        | 1         |
| Cathy Freeman           | 1        | 0         |
| Jennifer Capriati       | 1        | 0         |
| Kelly Holmes            | 1        | 0         |
| Vivian Cheruiyot        | 1        | 0         |
| Elaine Thompson-Herah   | 1        | 1         |
| Shelly-Ann Fraser-Pryce | 0        | 5         |
| Allyson Felix           | 0        | 5         |
| Carolina Klüft          | 0        | 4         |
| Katie Ledecky           | 0        | 4         |
| Venus Williams          | 0        | 3         |
| Inge de Bruijn          | 0        | 3         |
| Paula Radcliffe         | 0        | 3         |
| Mikaela Shiffrin        | 0        | 3         |
| Maria Sharapova         | 0        | 2         |
| Kim Clijsters           | 0        | 2         |
| Tirunesh Dibaba         | 0        | 2         |
| Lorena Ochoa            | 0        | 2         |
| Tina Maze               | 0        | 2         |
| Angelique Kerber        | 0        | 2         |
| Ashleigh Barty          | 0        | 1         |
| Emma McKeon             | 0        | 1         |
| Alexia Putellas         | 0        | 1         |